# San Carlo alle Quattro Fontane
San Carlo alle Quattro Fontane (també anomenada San Carlino) és una església construïda entre 1638 i 1641 a la ciutat de Roma, dissenyada per Francesco Borromini (1599-1677). És una de les peces mestres de l'arquitectura barroca.

## Història
L'església, el claustre i el monestir van ser construïts entre 1634 i 1644 per Francesco Borromini, nebot de Carlo Maderno. Aquest arquitecte suís, que va arribar a Roma entorn de 1620 des del Cantó de Ticino, havia col·laborat anteriorment en el Baldaquí de Sant Pere i en el proper Palau Barberini.
Els trinitaris cercaven un arquitecte per al nou convent i església, on hi havia ja una petita capella. Pel que se sap, Francesco Borromini es va oferir a fer l'encàrrec sense cobrar honoraris per tenir una primera referència per llançar la seva carrera com arquitecte independent.
El claustre, primera part que va ser dissenyada del conjunt, va ser projectat per Borromini el 1635, però es va acabar el 1644, mentre que en el mateix any es va acabar la façana de l'Institut sobre l'actual Via del Quirinale (llavors anomenada Strada Pia), l'església (que es va començar el 1638) i un primer campanar adjacent de planta quadrada.
La façana de l'església va ser dissenyada i construïda molt més tard, a partir de 1664. Després de la mort de l'arquitecte el 1667, el treball va ser continuat des de 1670 a 1680 pel seu nebot Bernardo Castelli Borromini a partir dels dibuixos del mestre. El campanar va ser demolit per a la prolongació del cos convex de l'església cap a la cantonada de les Quattro Fontane, i es va construir un de nou el 1670. La decoració de la façana es va perllongar durant una dècada, fins a la instal·lació de l'estàtua de sant Carles en el nínxol principal el 1680.
Avui tenim molts plànols alternatius de l'església, que Borromini havia pensat per trobar una solució que s'ajustés a dues necessitats importants: el cost més baix possible, ja que els germans no tenien gaire diners, i l'ús eficient de l'espai disponible. Gràcies al geni de l'arquitecte, que va saber combinar aquestes qualitats en un resultat elegant i innovador, es pot dir que l'església i tot el conjunt són els més grans exponents de l'arquitectura barroca. L'església i el conjunt conventual es caracteritzen per grandària sorprenentment petita i la simplicitat dels materials, de conformitat amb la regla i l'espiritualitat dels germans d'origen espanyol de l'Orde dels Trinitaris, que recentment s'havien establert a Roma (el 1609, dirigit pel pare Gabriel de l'Assumpció), sinó també amb les conviccions de Borromini que preferia als materials d'alta qualitat, materials més humils com el guix i l'estuc, per ser millorats mitjançant la tècnica.

## Madonna del Prato, a Gubbio
El 1662 el bisbe de Gubbio Alessandro Sperelli va beneir la primera pedra de l'església de la Madonna del Prato, un edifici d'estil barroc construït pel mestre d'obres i arquitecte de Gubbio Carlo Perugini. L'església es va construir per acollir una imatge de la Mare de Déu del Prato que es considerava miraculosa.

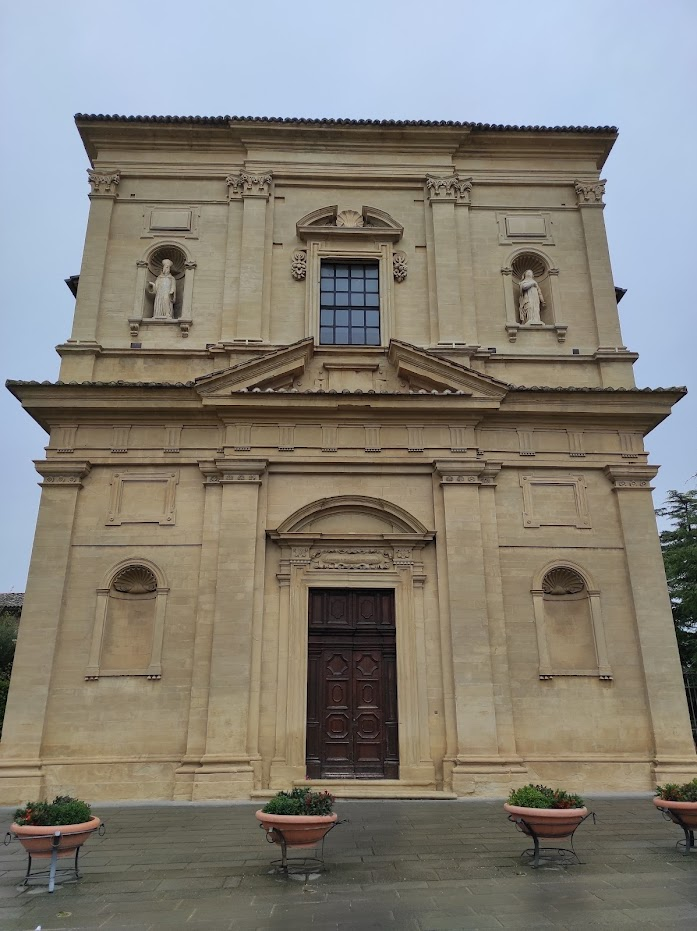
Façana de l'església de la Mare de déu de Prato, a Gubbio

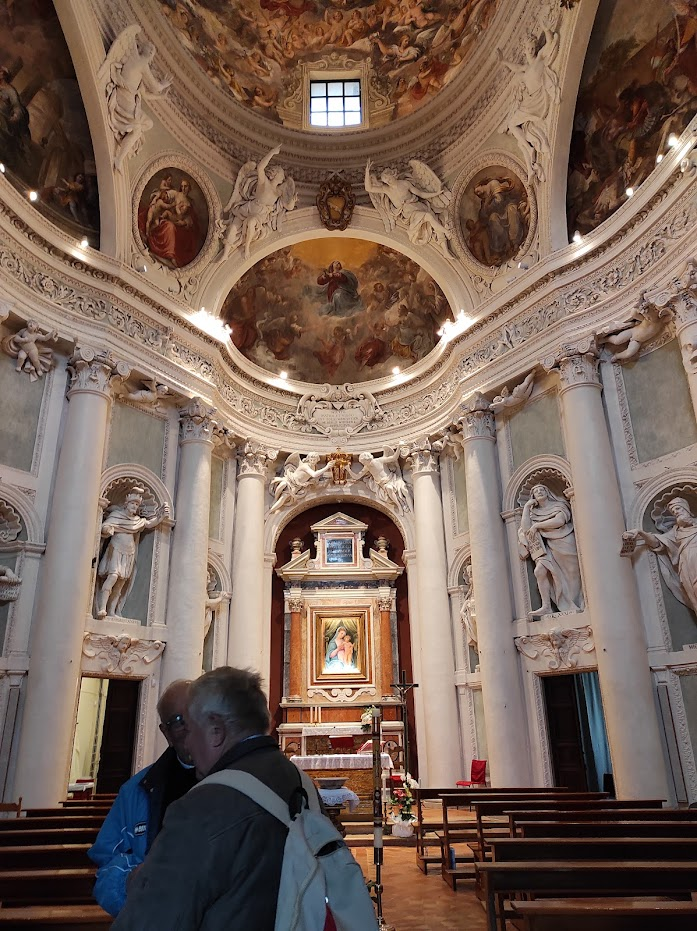
Interior

La façana, plana, sense decoracions, i amb dues estàtues, no prepara el visitant per a l'interior, que és gairebé una rèplica de l'espai de San Carlo alle Quattro Fontane. El projecte arquitectònic s'atribueix a Carlo Perugini, però hi ha indicis que Borromini hi podria haver tingut un paper directe. La cúpula, que a Roma està poblada de creus geomètriques, va ser pintada al fresc per Francesco Allegrini i Louis Dorigny (1677–1678). L'església també té retaules de Ciro Ferri, Gaetano Lapis i Domenico Maria Viani.

## Reproducció de la secció a Lugano

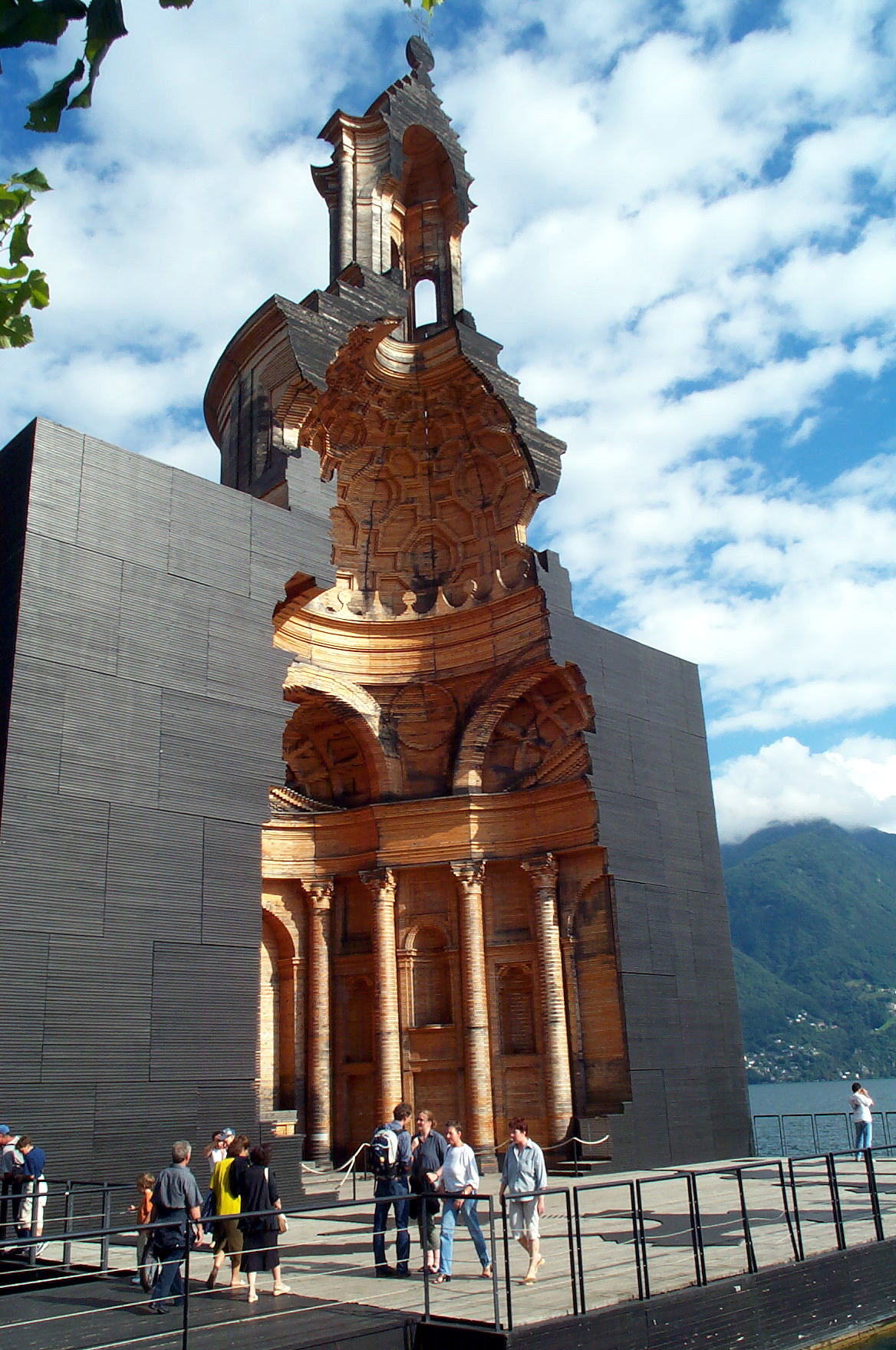
Secció de San Carlino construïda a Lugano

El 1999, per celebrar el 400 aniversari del naixement de Borromini a Bissone, al municipi de Lugano, Ticino, l'arquitecte ticinès Mario Botta, fundador i director de l'escola d'arquitectura de Mendrisio, va proposar i construir en fusta la secció de San Carlino a escala natural (1:1) al llac de Lugano.
Hi va implicar els estudiants de Mendrisio i professionals a l'atur,  i es va aixecar la còpia sobre un rai fixat al fons del llac. Tot i ser dissenyada com una instal·lació temporal, va tenir tant d'èxit (més d'un milió de visitants) que es va mantenir durant quatre anys. Malgrat tot, l’oposició d'alguns grups municipals va fer que s'acabés desmantellant, tot i haver-hi un projecte del mateix Botta per fer-ne una construcció permanent. El cost de desmantellament va ser molt superior al que hagués costat la conservació.
La construcció va ser possible gràcies a l'aixecament de l'interior fet pel professor Sartor a Roma, que va permetre una estratificació de la forma de l’espai, de manera que es pogués digitalitzar i esquematitzar en talls horitzontals que posteriorment es retallaven en plaques de fusta de 4cm de gruix. Es va aprofitar l'ocasió per desenvolupar un curs de formació integral, des del processament gràfic, a l'èmfasi en els dibuixos executius de la maqueta de fusta, a la fase de taller de les planxes individuals i les diferents peces i, finalment, en la construcció i muntatge in situ, a l'obra.